# Kaparkaptenen Peyrol
Kaparkaptenen Peyrol (italienska: L'avventuriero) är en italiensk krigs-dramafilm från 1967 i regi av Terence Young. Filmen är baserad på Joseph Conrads roman The Rover. Huvudrollen spelas av Anthony Quinn.

## Rollista i urval
- Anthony Quinn - Peyrol
- Rosanna Schiaffino -  Arlette
- Rita Hayworth - Caterina
- Richard Johnson - Real
- Ivo Garrani - Scevola
- Mino Doro - Dussard
- Luciano Rossi - Michel
- Mirko Valentin - Jacot
- Giovanni Di Benedetto - Lt. Bolt
- Anthony Dawson - kapiten Vincent